# Клифтонский мост
Клифтонский подвесной мост (Clifton Suspension Bridge) через реку  Эйвон у города Бристоль, Великобритания, был сооружён в 1836—1864 гг. и является одной из главных достопримечательностей города и страны. 
Мост был введён в эксплуатацию 8 декабря 1864 года. Общая его длина составляет 230 метров, включая пролёт длиной около 190 метров над ущельем реки Эйвон, через которую он перекинут.
Инженер-проектировщик моста — Изамбард Кингдом Брюнель; данный подвесной мост стал его первым самостоятельным проектом.
После изобретения ковкого чугуна архитекторы получили возможность строить висячие мосты, первые из которых появились в Аппалачских горах Северной Америки ещё в конце XVIII столетия.
С моста открывается живописный вид на окрестности Бристоля. 
Недалеко от него расположена Клифтонская обсерватория, в которой размещается так называемая «камера-обскура» — искривлённое зеркало, которое отражает панорамное изображение окрестностей обсерватории на специальный экран, размещенный в затемнённом помещении. 
В окрестностях моста располагаются и знаменитые Бристольские пещеры, в том числе и самая известная из них — Гигантская пещера. 
Долгую и интересную историю возведения моста можно узнать, посетив близлежащий туристический центр.
Интересно, что первый банги (банджи)-прыжок в мире был сделан с этого моста 1 апреля 1979 года с высоты более 76 метров (250 футов). Его выполнили четыре спортсмена из местного клуба экстремального спорта. 
В настоящее время мост популярен среди туристов и спортсменов. Печальную славу снискал он и среди самоубийц, за что получил мрачное прозвище «Мост самоубийц».